# Klaus Beuermann
Klaus Peter Beuermann (* 29. Mai 1937 in Kiel) ist ein deutscher Astrophysiker und Astronom (Röntgenastronomie, Kompakte Sterne).
Beuermann studierte Physik und Mathematik in Kiel und Göttingen und promovierte 1963 an der Christian-Albrechts-Universität zu Kiel und habilitierte sich dort 1973. Er wurde 1976 Professor an der Pädagogischen Hochschule in Berlin und 1980 an der TU Berlin. Ab 1992 war er Professor an der Georg-August-Universität Göttingen, an der er 1997 bis 1999 Dekan der Fakultät für Physik war. 1994 bis 1996 war er Direktor der Sternwarte Göttingen.
Er war zu Auslandsaufenthalten am Caltech und der Harvard University.
Er befasste sich insbesondere mit der Beobachtung von Akkretionsscheiben weißer Zwerge und damit verbundener kataklysmischer Veränderlicher im Röntgenbereich (ROSAT), Gammastrahlen (MAGIC-Teleskope), Infraroten (Infrared Space Observatory, ISO) und optischen Bereich (wie Hubble Space Telescope). Das geschieht bei magnetischen weißen Zwergen über Zyklotronstrahlung (Zyklotronspektroskopie). Er beobachtete auch allgemein weiche Röntgenquellen zum Beispiel von Novae-Ausbrüchen und er war an der Erstbeobachtung von Superweichen Röntgenquellen (SSS) mit Joachim Trümper durch ROSAT beteiligt.
Mit Erwin Sedlmayr und Roland Wielen sagte er 1983 die Existenz polyaromatischer Kohlenwasserstoffverbindungen im interstellaren Staub voraus, was damals auf Ablehnung stieß, aber später bestätigt wurde. Mit Erwin Schwab und Paul Breitenstein entdeckte er 2019 J1832.4-1627, ein DQ-Herculis-Stern ohne Akkretionsscheibe.
In Göttingen war er an der CCD-Kamera OmegaCAM des Very Large Telescope beteiligt.
Er veröffentlichte auch zur Astronomiegeschichte, zum Beispiel die Herschel-Familie von Astronomen und der Herausgabe eines Manuskripts von Georg Heinrich Borheck, dem Baumeister der Göttinger Sternwarte, zur Anlage von Sternwarten aus dem Jahr 1805. In seiner Zeit an der TU Berlin publizierte er ein Schulbuch über Kernenergie und regenerative Energien.